# Szangarasz
Szangarasz (vagy Szangara, Sangara) Karkemis uralkodója az i. e. 9. század közepén, az Asztiruvasz-ház első tagja. Az asszír évkönyvekben tűnik fel, mint II. Assur-nászir-apli és III. Sulmánu-asarídu adófizetője.
Szangarasz uralkodásának ideje azonban mégsem írható le ennyire egyszerűen. A hettita nagykirályok utódjai által kormányzott Karkemis II. Assur-nászir-apli első hadjárata alkalmával valóban inkább az adófizetést választotta a háború helyett, és elismerte az asszírok királyát az Egyetlen nagykirálynak. Súlyos hadisarcot is fizetett, csakúgy, mint Jahan. Mégis III. Sulmánu-asarídu évkönyvei matḫa-at-ti néven, azaz hettita királyok földje jelöléssel említi ezt a két országot, vagyis egyáltalán nem tekintette őket vazallusnak. Ez a státusz vélhetően Alimus vára i. e. 859-es sikertelen asszír ostromának köszönhető. Ugyanezen évkönyvek tudósítanak Szapalulme és Szangarasz szövetségéről is.
A következő néhány évben a szövetség tovább szélesedett. III. Sulmánu-asarídu évkönyvei szerint uralkodásának első évében (i. e. 859/858) újra megsemmisítette Karkemis és Jahan hadseregét, ennek ellenére Szangarasz két évvel később ismét megtalálható a Kumaha és Gurgum élére álló II. Muvatallisz oldalán. A karkari csata résztvevői között egyik oldalon sem került felsorolásra, azonban a csata jahani területen zajlott, nehéz elképzelni, hogy Szangarasz és Szapalulme ne lettek volna jelen. Ezt az i. e. 858/857-es Szapalulme-féle lázadás ténye is igazolja, amikor Szangarasz ismét a szövetségeseként szerepel az asszír évkönyvekben.
I. e. 848 körül eltűnik a forrásokból, miután Arame jahani királlyal szövetségben betörtek Hamát területére, és elfoglaltak két várost. Az Uratami és Hadad-Ezrá által vezetett válaszhadjárat után nem említik többé, bár néha valószínűsítik, hogy az i. e. 831/829-es II. Lubarna-féle lázadásban is részt vett.

## Külső hivatkozások
- Trevor Bryce: The World of Neo-Hittite kingdoms, Oxford University Press, 2012. ISBN 978-0-19-921872-1 236. o.
- Bible history